# 秦怀道

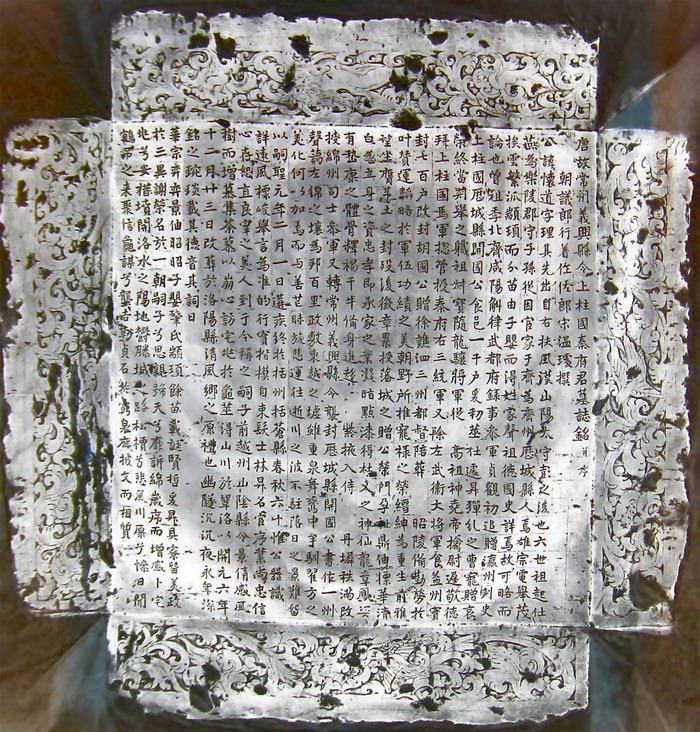
秦怀道墓志铭

秦怀道（625年—684年2月21日），字理，唐朝名将秦琼之子，早年担任过皇帝侍卫武官千牛备身，后期只担任过绵州司士参军（从七品下）、常州义兴县令（从六品上）等低级官职。
秦怀道祖先为右扶风人（今陕西省长安县西）汉朝山阳太守秦彭（?～88年），字伯平，《后汉书》归之于循吏，有传。先后子孙出仕慕容氏燕国，任乐陵郡守（治所是厌次县，今山东省惠民县），遂因官家于齐地（山东），成为齐州历城县（今济南）人。祖父秦爱，字季养，曾担任北齐咸阳王斛律武都幕府的录事参军，父秦叔宝，隋龙骧将军，唐高祖时擒尉迟敬德，拜上柱国、马军总管，授秦府右三统军，又除左武卫大将军，食益州实封七百户，改封胡国公，赠徐谯泗三州都督，陪葬昭陵。
秦琼去世时秦怀道14岁，他释褐任千牛备身（禁卫武官，执“千牛刀”负责皇帝的安全），任期届满后改授绵州司士参军，又转常州义兴县令（今江苏宜兴市），袭封历城县开国公。嗣圣元年二月一日（公历684年2月21日）遘疾终于括州括苍县(今浙江省丽水市)，年六十。嗣子前越州山阴县令秦景倩，开元六年（718年）十二月廿三日将他改葬于洛阳县清风乡之原。
秦怀道另一子秦佾，其墓志记载：“公讳佾，齐国临淄人也。九代祖秀，晋金紫光禄大夫、太常卿。曾祖季，齐荆王府司马。赠瀛洲刺史、上柱国、历城县开国公、食邑三千户。祖叔宝，佐命功臣、左武卫大将军、上柱国、翼国公。父怀道，太宗文皇帝左千牛。秩满，迁绵州司士参军。又迁常州义兴县令，袭爵历城县开国公。”秦佾“解褐大行皇帝千牛。转潞州司法参军。以圣历二年六月廿日（699年5月24日），卒于洛阳道光之里第。以圣历三年二月二日迁措于北邙山之旧茔。”
秦怀道、秦佾与秦琼的关系，秦怀道墓志原本记载为“（怀道）祖叔宝”，而其子秦佾墓志则记载“（佾）祖叔宝、父怀道”。二人墓志综合来看，秦怀道墓志为其子秦景倩为其父迁葬时所刻，志文有可能是以秦景倩的口吻描述，故言“曾祖季、祖叔宝”。此外，秦怀道墓志未记载其父，墓志镌刻于开元六年（718年），距其去世相隔34年，故可能误记为秦琼孙。故秦怀道应为秦琼之子，秦怀道有子秦景倩、秦佾。